# Theodor Lohrmann

Theodor Lohrmann (SpVgg Fürth)

Theodor Robert Lohrmann (* 7. September 1898 in Heidelberg; † 4. September 1971) war ein deutscher Fußballspieler und einer der allerersten deutschen Profis.

## Laufbahn
Theodor „Teddy“ Lohrmann war Torwart und begann seine Karriere beim SV Waldhof Mannheim, wo er bis 1920 spielte. In der Runde 1919/20 gewannen die Waldhöfer – mit Sepp Herberger, Karl Höger, Willi Hutter – die Meisterschaft im Kreis Odenwald nach zwei Entscheidungsspielen gegen den punktgleichen Stadtrivalen VfR Mannheim und qualifizierten sich damit für die Endrunde um die süddeutsche Meisterschaft. Dort kamen sie in der Südgruppe hinter dem 1. FC Nürnberg auf den 2. Platz, der danach auch die deutsche Meisterschaft mit 2:0 Toren gegen die SpVgg Fürth gewann. Da der 1. FC Nürnberg mit Heiner Stuhlfauth den damals wohl besten Torwart Deutschlands in seiner Mannschaft hatte, verpflichtete die SpVgg Fürth mit Theodor Lohrmann kurzerhand den zweitbesten Torwart dieser Zeit. Am 19. August 1920 kam Lohrmann im Freundschaftsspiel gegen Guts Muts Dresden zu seinem ersten Einsatz für die Kleeblätter.
Im gleichen Jahr kam Lohrmann im Länderspiel gegen Ungarn am 24. Oktober 1920 in Berlin auch zu seinem ersten Einsatz für die deutsche Fußballnationalmannschaft. Obwohl er Stuhlfauth mittlerweile ebenbürtig war, konnte er ihn im Nationaltor nicht verdrängen und kam in seiner Karriere insgesamt nur zu drei Länderspielen. Mit Fürth gelang Lohrmann 1923 der Titelgewinn in Süddeutschland. In der Endrunde um die deutsche Meisterschaft scheiterte die Kleeblatt-Elf aber im Halbfinale an Union Oberschöneweide. Mit Süddeutschland errang Lohrmann 1922 den Sieg im Bundespokal. Am 5. März 1922 gewann der Süden in Hamburg mit 7:0 Toren das Finale gegen Norddeutschland. Neben Lohrmann standen mit Georg Wellhöfer, Josef Müller, Hans Lang, Andreas Franz und Leonhard Seiderer noch fünf weitere Fürther im Siegerteam.
1923 wechselte Lohrmann zum Wiener Amateursportverein, der späteren Austria, wo er bis 1929 spielte, bevor er seine Karriere beim Wiener AC ausklingen ließ. Mit Austria Wien feierte er 1924 und 1926 den Gewinn der Meisterschaft und des Pokals. 1925, am Ende der ersten offiziellen österreichischen Profi-Saison – der ersten europäischen diesseits des Kanals – wurde er mit der Austria Vizemeister und Pokalsieger. Am 4. Mai 1924 hatte er in Reihen der Wiener Amateure bei einem internationalen Freundschaftsspiel in seiner kurpfälzer Heimat gegen den VfR Mannheim ein Gastspiel. Durch seine Profitätigkeit in Wien, kam er fortan nicht mehr für Einsätze im DFB-Team in Frage (ähnlich wie in späteren Jahren Emil Walter und Walter Hanke) und das Duell mit Heiner Stuhlfauth war damit beendet. Lohrmann war nicht nur ein guter Fußballer, er war ein ungemein vielseitig veranlagter Allround-Sportler, der auch Rugby, Tennis, Handball- und Wasserball mit weit überdurchschnittlicher Leistung spielte. Bei seinem Wiener Verein stellte er unter anderem einen Allroundrekord auf, als er an einem Tag in allen vier Sportarten ein Spiel bestritt. Im Wasserball gewann er zudem die Österreichische Meisterschaft.
Auf fußballerischem Gebiet beeindruckte der groß gewachsene Blondschopf vor allem durch seine weiten Abschläge, sein energisches, risikobereites Dazwischengehen und nicht zuletzt die außergewöhnliche Fangsicherheit und Strafraumbeherrschung.
Nach seiner aktiven Karriere wurde Lohrmann Sportlehrer und arbeitete als Trainer unter anderem für den ASK Waidhofen an der Ybbs, den FC Zürich, Rot-Weiß Oberhausen, Schwarz-Weiß Essen und Hamborn 07. Oberhausen übernahm er am 20. Oktober 1938 und stieg mit der Mannschaft vom Niederrheinstadion 1939 in die Gauliga Niederrhein auf. Er trainierte unter anderem den Weltmeister von 1954, Toni Turek.
Richard Kirn und Alex Natan notieren über Lohrmann:

„Wurde stets mit Stuhlfauth in einem Atem genannt. Er wirkte breiter, war aber ein Riese auf tönernen Füßen. Als Fangkünstler übertraf er den Heiner.“